# Mandela (Włochy)
Mandela – miejscowość i gmina we Włoszech, w regionie Lacjum, w prowincji Rzym.
Według danych na rok 2004 gminę zamieszkiwało 767 osób, 59 os./km².